# Erica discolor
Erica discolor är en ljungväxtart som beskrevs av Gábor Gabriel Andreánszky. Erica discolor ingår i släktet klockljungssläktet, och familjen ljungväxter. Utöver nominatformen finns också underarten E. d. puberula.

## Bildgalleri

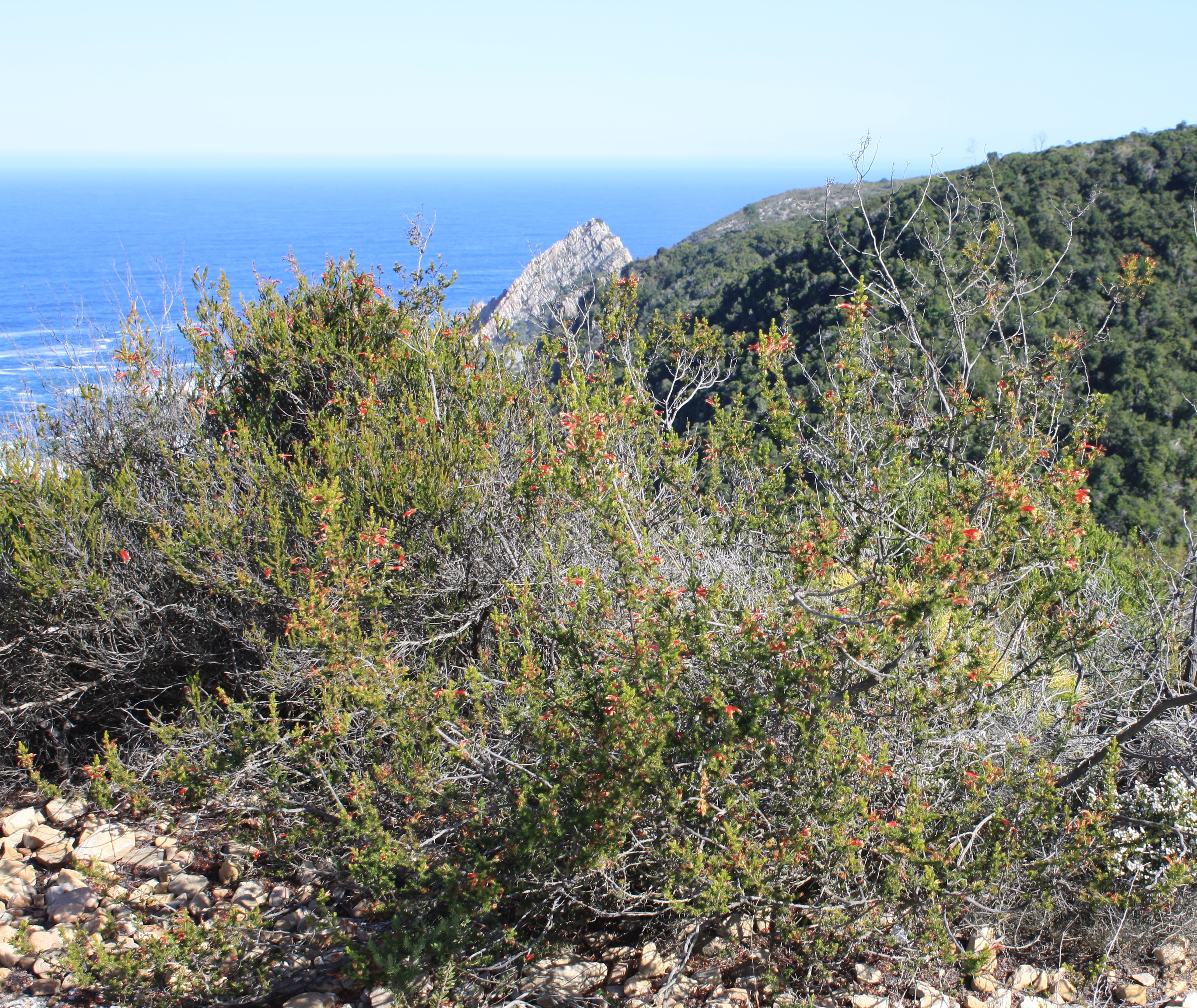
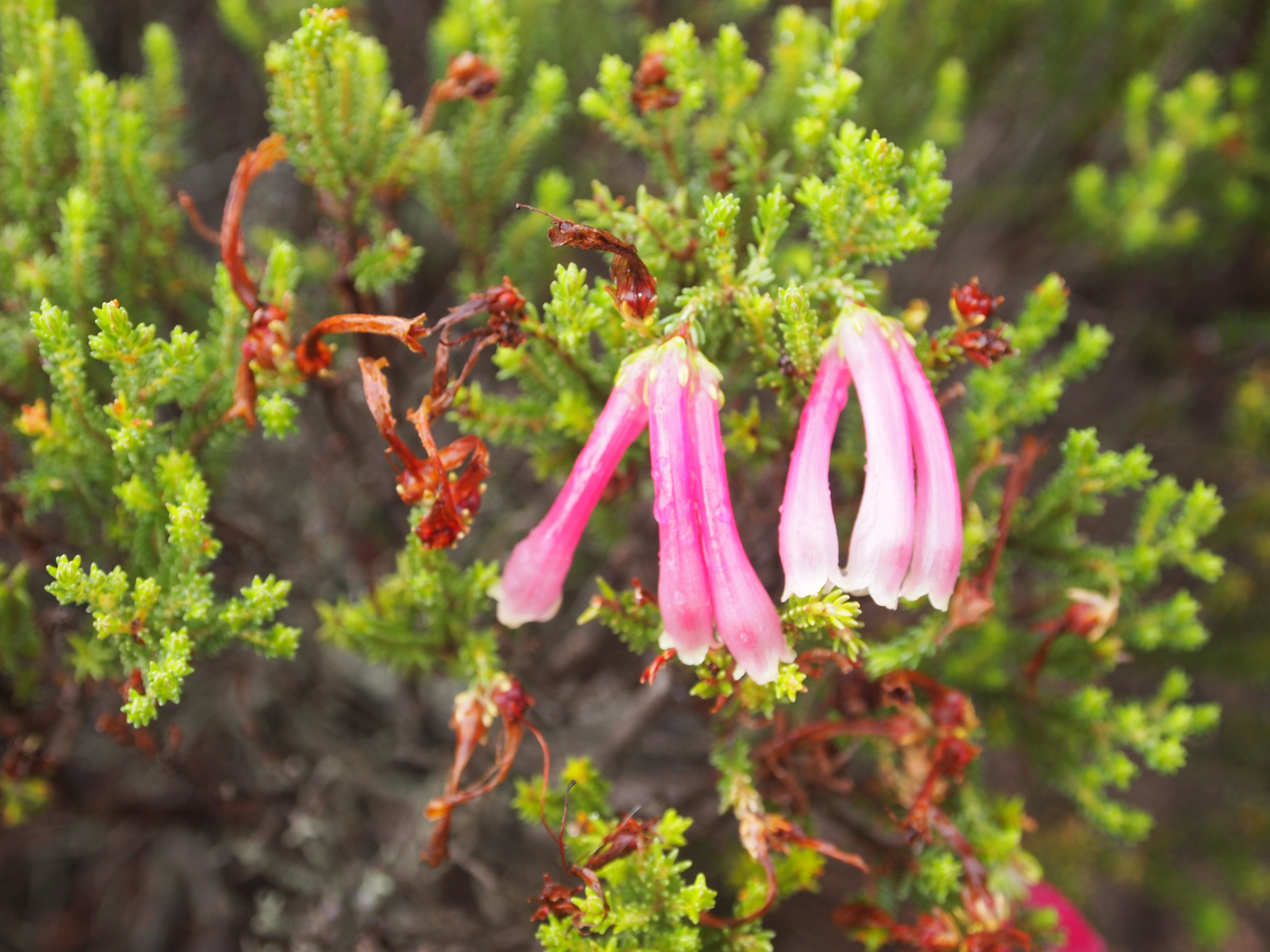
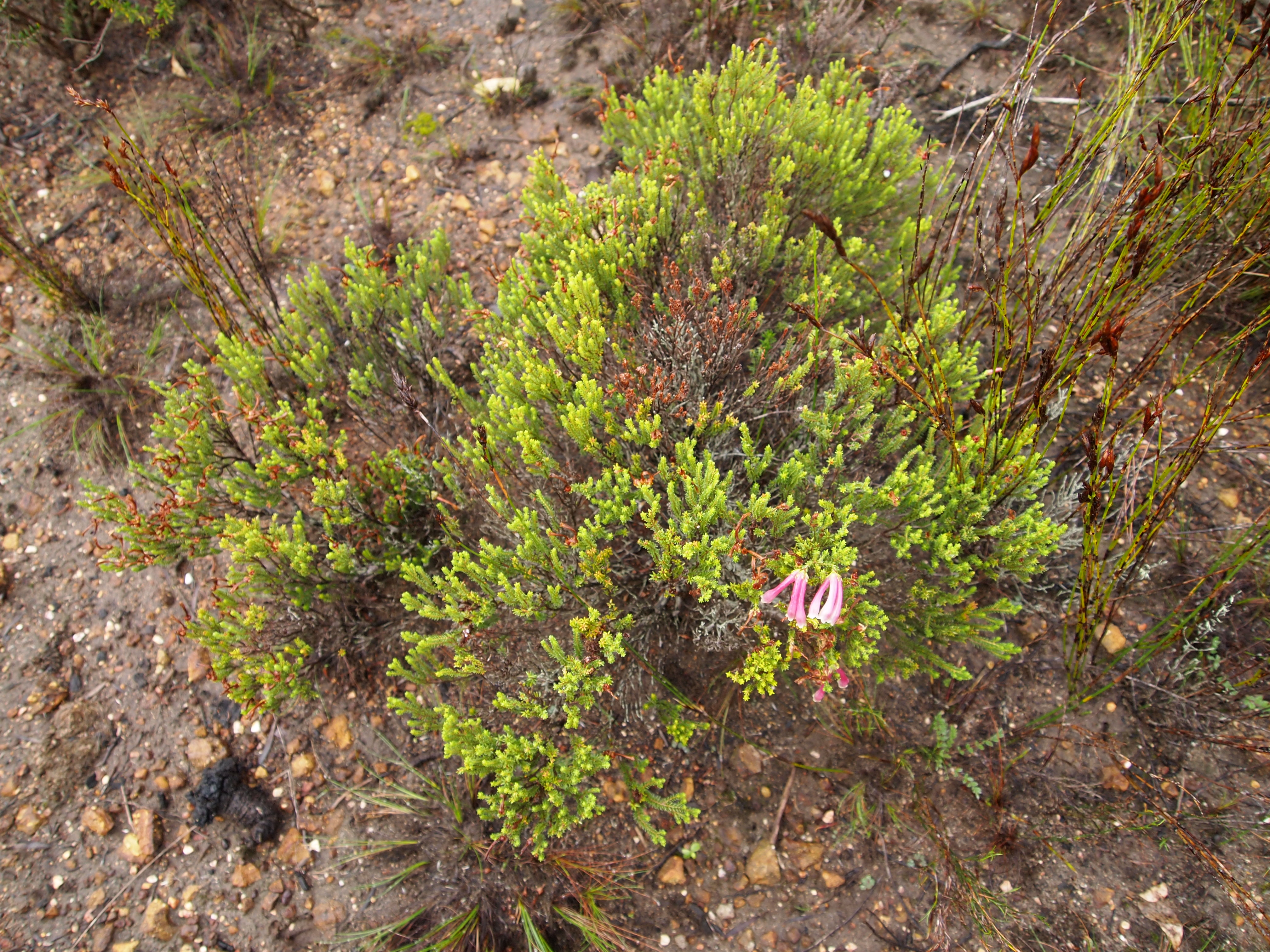